# グリーンS
グリーンS'(Green S)は、化学式C27H25N2O7S2Naの、緑色の合成コールタールトリアリルメタン色素である。
着色料として、E番号142を持つ。ミントソース、デザート、グレイビーソース、スイーツ、アイスクリーム、エンドウ缶詰等に用いられる。カナダ、アメリカ合衆国、日本、ノルウェーでは食品への使用が禁止されている。一方、EU、オーストラリア、ニュージーランドでは食品添加物としての使用が承認されている。
グリーンSは生体染色色素であり、生細胞を染色するために用いられる。眼科において、フルオレセイン、ローズベンガルとともに眼の表面の様々な病気の診断に用いられる。
グリーンSはアレルギー反応の原因となる。また、注意欠陥・多動性障害の子供が摂取を避けるべきとされている着色料の1つでもある。